# (3251) Eratosthenes
(3251) Eratosthenes (6536 P-L) – planetoida z grupy pasa głównego asteroid okrążająca Słońce w ciągu 5,49 lat w średniej odległości 3,11 au. Odkryta 24 września 1960 roku.